# 7695 Přemysl
7695 Přemysl este un asteroid din centura principală de asteroizi.

## Descriere
7695 Přemysl este un asteroid din centura principală de asteroizi. A fost descoperit pe 27 noiembrie 1984 la Observatorul Kleť de Antonín Mrkos. Asteroidul prezintă o orbită caracterizată de o semiaxă mare de 2,30 ua, o excentricitate de 0,26 și o înclinație de 26,0° în raport cu ecliptica.